# Propionibacterium acnes
Cutibacterium (Propionibacterium) acnes és un bacteri de creixement lent, típicament aerotolerant, anaerobi i grampositiu que està lligat a l'acne de la pell; i pot causar blefaritis crònica i endoftalmitis, la darrera particularment seguint la cirurgia intraocular.
Aquest bacteri és comensal de la microbiota normal de la pell humana. i molts altres animals.
Genera àcid propiònic.